# El trompo
El trompo es el título de un cuento del escritor peruano José Diez Canseco. Es considerado uno de los cuentos más logrados de la narrativa peruana.

## Publicación
El cuento está fechado en agosto de 1940. Fue publicado en febrero de 1941, en la revista Excelsior (Lima, año VI, N.º 96). Luego apareció formando parte de la compilación de novelas y cuentos del autor, editada de manera póstuma por su viuda, con el título de Estampas mulatas (edición de 1951). Desde entonces ha aparecido en innumerables antologías de la narrativa peruana. 

## El autor

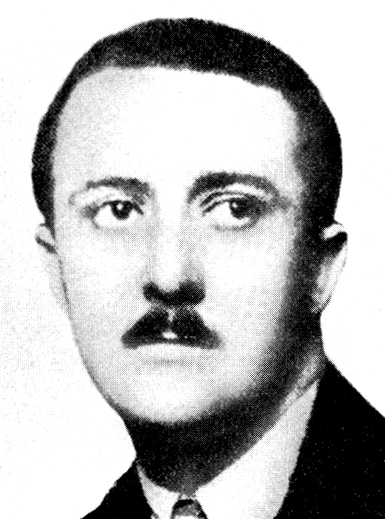
José Diez Canseco, autor del cuento.

José Díez Canseco (1904-1949) nació en Lima. Sus padres fueron Alfredo Diez-Canseco Coloma y María Pereyra Patrón. Vivió en Barranco. Cursó sus estudios escolares en el Colegio San José de Cluny de Barranco y luego en el Colegio de la Inmaculada de Lima. Cursó sus estudios superiores en la Universidad Mayor de San Marcos (Derecho y Letras), aunque no llegó a graduarse. Se inició en el periodismo. Trabajó también como empleado en algunas casas comerciales. Como escritor, publicó sus primeros cuentos y poemas en las revistas Variedades, Mundial y Amauta, en la década de 1920. En 1927 emprendió un viaje a Europa. A comienzos de la década de 1930 empezó a militar en el aprismo. Perseguido por las autoridades políticas, viajó por segunda vez a Europa. En diciembre de 1932 se enteró en París que La Prensa de Buenos Aires había premiado su cuento “Jijuna”, lo que fue un impulso para su carrera de escritor. Ya gozando de fama y reconocimiento, fue acogido por el diario ABC de Madrid, donde se le otorgó un premio de periodismo. Regresó al Perú en 1935 y participó vehementemente en el periodismo y la política. Sus columnas periodísticas se hicieron famosas, destacando por su lenguaje criollo, llenó de picardía y colorido. En 1945 hizo un tercer y corto viaje a Europa. De vuelta en el Perú, continuó su labor periodística, en La Prensa de Lima. Obras principales: las novelas cortas El Gaviota y El kilómetro 83 (reunidas bajo el título de Estampas mulatas); la novelas Suzy y Duque; y los cuentos “Jijuna”, “Don Salustiano Merino, notario”, “El velorio”  “Gaína que come güebo”, “Cariño e’ley”, “Chicha, mar y bonito”  y “El trompo”.

## Temas o argumento
Se desenvuelven dos historias aparentemente independientes, pero equivalentes en el sentido moral:
- La historia de Chupitos, niño afroperuano que integra una gavilla de palomillas (pilluelos). En un juego pierde su trompo predilecto, que cae en poder de otro jugador. Para recuperarlo, Chupitos debe mantenerse en el juego, por lo que adquiere un nuevo trompo, pero no tiene suerte y su antiguo trompo cae en manos de otro jugador, que lo somete al juego de los quiñes. Para acabar con la afrenta de ver a su antiguo trompo quiñado (dañado) por otros, Chupitos acaba destrozándolo.
- La historia de los padres de Chupitos. El padre es engañado por su esposa y se venga, dando una feroz paliza al amante de esta. Tras pasar unos días en la cárcel, regresa al hogar, pero sin su mujer, a quien supone muerta.

El enlace de ambas historias se resume en esta frase, repetida más de una vez en el relato: «Mujeres con quiñes como si fueran trompos, ¡ni de vainas!».

## Estructura
El cuento está dividido en cuatro partes, rotuladas con números romanos:
- I.- El autor nos presenta el escenario (Lima) y a los protagonistas (Chupitos y sus amigos pandilleros). Chupitos acaba de perder su trompo predilecto en el juego de la “cocina” y desea recuperarlo.
- II.- El autor hace una retrospectiva: nos cuenta el nacimiento de Chupitos y la historia de sus padres, marcada por los conflictos.
- III.- Nos muestra a Chupitos preparándose para recuperar su trompo: con el dinero que le da su padre compra otro trompo, al que prepara para el juego.
- IV.- Se realiza el juego, pero Chupitos no logra recuperar su trompo predilecto: al verlo sometido al infame juego de los “quiñes”, prefiere destruirlo.

El relato es lineal, con la clásica secuencia: inicio (I), desarrollo (II y III), clímax y desenlace (IV). El narrador es omnisciente.

## Resumen
El relato empieza mencionando al Cerro San Cristóbal, que domina la ciudad de Lima, y a la Alameda de los Descalzos, donde vagabundeaban Chupitos y sus amigos pandilleros. Chupitos era un zambito de 10 años, al que pusieron ese apodo pues una vez sus amigos le vieron comprando en una farmacia y cuando le preguntaron si alguien estaba enfermo en su casa, respondió que nadie, que era él al que le habían salido unos chupitos (granitos). 
La pandilla de muchachos lo conformaban el cholo Feliciano Mayta, Glicerio Carmona, el bizco Nicasio, Faustino Zapata y el gran Ricardo, que se dedicaban a vender suertes (loterías) y periódicos, no faltando alguno que se dedicaba también a los hurtos menores. El juego predilecto de la pandilla era el de los trompos. Precisamente, Chupitos aparece en el relato preocupado por recuperar su trompo predilecto, que el día anterior lo perdiera en el juego de la “cocina” ante Glicerio Carmona, juego que consistía en empujar el trompo contrario hasta un círculo trazado en el suelo llamado la “cocina”; el ganador se apropiaba del trompo.
El autor hace una retrospección en el relato y cuenta la historia de Chupitos, que desde su nacimiento fue marcado por la desdicha y el dolor. El día en que nació, un incendio se desató en el callejón donde vivía, siendo rescatado del avance de las llamas. Su madre tenía fama de ser una “volantusa” (aventurera) y cierta vez llegó a casa con el cabello revuelto y una oreja enrojecida. Su esposo, Demetrio Velásquez, sospechó una traición y salió furioso a averiguar a la calle, enterándose de la existencia de un amante y hasta de otro pretendiente, a quienes dio una tremenda paliza, a consecuencia de lo cual estuvo en prisión quince días. La madre desapareció, y una tía, la hermana de Demetrio, se encargó de cuidar a Chupitos.
Retomando el hilo del relato, el autor nos relata cómo Chupitos logra que su padre le dé dinero para comprarse otro trompo, con el que planea mantenerse en el juego para recuperar su anterior juguete. Al igual que los gallos que su padre entrenaba para las peleas de coliseo, Chupitos acicala su juguete hasta convertirlo en un arma formidable: le quita la perilla de su cabeza y le cambia su punta roma por un clavo afilado.
Dispuesto a recuperar su antiguo trompo, Chupitos va al encuentro de sus amigos. Todos se dirigen al camino que conduce a la Pampa de Amancaes y empiezan el juego. Desgraciadamente para Chupitos, es Ricardo quien gana y somete al antiguo trompo de Chupitos a los quiñes, que consistían en dar al trompo inmóvil golpes con las púas de otros trompos. Todos los participantes arrojan sucesivamente sus juguetes sobre el antiguo trompo de Chupitos; uno le saca una lonja y otro le quiña doblemente. El último es Chupitos, quien al ver a su antiguo juguete tan maltrecho, considera que ya no podría ser suyo pues «los trompos con quiñes, como las mujeres, ni de vainas y arroja con toda fuerza su trompo, acabándolo por partir al antiguo. Luego se aleja dejando los dos trompos, ante la extrañeza de sus amigos.

## Personajes

### Principal
- Chupitos, un zambito de 10 años, diestro en el juego del trompo.

### Secundarios
- Los amigos de Chupitos:
  - Glicerio Carmona
  - El cholo Feliciano Mayta
  - El bizco Nicasio
  - Faustino Zapata
  - El gran Ricardo.
- Los padres de Chupitos:
  - Demetrio Velásquez
  - Aurora
- La tía paterna de Chupitos

## Escenario
El cuento se desarrolla en Lima. Los protagonistas viven en una barriada que se puede ubicar en el distrito de Rímac (Abajo el Puente). El callejón donde vive la familia de Chupitos se llama Nuestra Señora del Perpetuo Socorro. Los niños juegan en los descampados cercanos a la Alameda de los Descalzos.

## Análisis
Los críticos coinciden en que este cuento es uno de los más logrados de la narrativa peruana, que se puede ubicar en la corriente precursora del realismo urbano. 
Su primer acierto está en mostrar, aparentemente, dos historias independientes: la historia del niño Chupitos, que pierde su trompo predilecto y luego venga la afrenta, aunque a costa de destrozar su antiguo trompo; y la historia del padre de Chupitos, que es engañado por su esposa y luego se cobra venganza. Pero se trata en el fondo de una misma historia, tratada en dos niveles, uno infantil y otro adulto. Ambos conflictos, el del hijo y el del padre, se solucionan radicalmente, aunque no de manera abrupta sino premeditada: prefieren perder definitivamente trompo y mujer, respectivamente, que cargar con una vergüenza que mellase su orgullo varonil. Todo ello se resume en una frase que podría ser tachada ahora de machista: «Mujeres con quiñes como si fueran trompos, ¡ni de vainas!». El mismo autor lo explica así: 

No, nada de lo que un hombre posee, mujer o trompo –juguetes–, podría estar maculado por nadie ni por nada. Que si el hombre pone toda su complacencia y todo su orgullo en la compañera o en el juego, nada ni nadie puede ganarle la mano. Así es la cosa y no puede ser de otra guisa. Esa es la dura ley de los hombres y la justicia de la vida.

Se trata a la vez de una historia de aprendizaje, de «fin de infancia»: el protagonista, Chupitos «se fue haciendo hombre, es decir, fue aprendiendo a luchar solo, a enfrentarse a sus propios conflictos, a resolverlos sin ayuda de nadie». Cuando Chupitos se aleja del juego dejando los 2 trompos que son suyos, implica también su abandono de la vida infantil.
En cuanto al lenguaje, la narración esta matizada con giros del habla criolla de Lima (replana), que le dan un sabor y un ritmo particulares.

## Ediciones

### En compilaciones
- Estampas mulatas. Lima, Compañía de Impresiones y Publicidad, 1951 (Obras Completas de Diez Canseco, II) (“Nota Editorial” de Renée González Barúa de Diez-Canseco; “Prólogo” [fechado: “Setiembre de 1936”] de José Diez-Canseco).
- Chicha, mar y bonito. Lima, Círculo de Novelistas Peruanos, sin fecha (1955).
- Estampas mulatas. Lima, Editora Latinoamericana (Cuarto Festival del Libro –Dirigido por Manuel Scorza), 1958.
- Estampas mulatas. Lima, 13.ª serie de “Populibros Peruanos”, sin fecha (1965).

### En antologías
- Cuentos peruanos. (Antología del Medio Siglo). Selección y notas de Porfirio Meneses. Lima, Editado por la G.U.E. "Bartolomé Herrera", 1954.
- Los mejores cuentos peruanos. Selección y prólogo de Manuel Suárez Miraval. Lima, Patronato del Libro Peruano (Primer Festival del Libro), 1956, Tomo 1. Reeditado por Editora Latinoamericana (Lima) como el "V Festival del Libro", en 1958. (Esta selección de "los mejores cuentos peruanos" incluye a seis autores y consta de dos tomos).
- La narración en el Perú. Estudio Preliminar, Antología y Notas por Alberto Escobar. Lima, Editorial Letras Peruanas, s. f. (1956); 2.ª ed. Lima, Librería–Editorial Juan Mejía Baca, 1960.
- Cuentos Peruanos. (Selección de Enrique Congrains). Santiago, Embajada Cultural Peruana, 1957, Tomo II.
- Cuentos. Selección y prólogo de Estuardo Núñez. (Tomos X y XI de la "Biblioteca de Cultura Peruana Contemporánea"). Lima, Ediciones "El Sol", 1963.
- Antología del Cuento Peruano. ("Colección dirigida por José Bonilla"). Lima, Ediciones Nuevo Mundo, 1963.
- Antología de cuentos infantiles peruanos. (José Bonilla, editor). Lima, Ediciones Nuevo Mundo, 1963 (adaptación).
- Cuento peruano. Prólogo, selección y notas de Francisco Carrillo. Lima. Ediciones de la Biblioteca Universitaria, 1966; 2.ª ed., ídem., 1971.
- Lima en la narración peruana. Presentación y selección de Elías Taxa Cuadros. Lima, Editorial Continental, s, f. (1967-68).
- Lima en 10 cuentos. (Nota de presentación de Francisco Carrillo en la contratapa). Lima, Ediciones de la Biblioteca Universitaria, 1966.